# Коло, Мари Кристина
Мари Кристина Коло (род. 1989) — климатическая активистка, экофеминистка и социальная предпринимательница из Мадагаскара, которая повысила глобальную осведомленность о последствиях изменения климата на Мадагаскаре и призвала к международной солидарности в преодолении его последствий.

## Жизнь
Коло родилась в 1989 году и выросла в Амбодирано. Когда она была маленькой, она наблюдала за воздействием на окружающую среду текстильных фабрик рядом с её домом и просила остановить загрязнение. Коло училась в Парижском католическом институте и получила степень магистра в области управления гуманитарными проектами и проектами развития. В 2017 году она была удостоена стипендии Манделы Вашингтона Университета Мэна.
Коло начала активно заниматься климатической деятельностью в 2015 году, когда была волонтёром ООН в подверженном засухе регионе Андрой. В это время Коло стала соучредительницей онлайн-сети по климату Индийского океана, которая стала дискуссионной платформой для молодых активистов из Мадагаскара, Маврикия, Реюньона и Сейшельских островов. Эта платформа организовала 3000 человек для участия в первом марше протеста против изменения климата на Мадагаскаре в 2015 году.
Коло в 2016 году основала социальное предприятие Green N Kool. Организация разрабатывает игровые площадки и пейзажные решения из переработанных материалов и продает экологически чистую продукцию для финансирования начальной школы, общественного центра и общественных мероприятий в районах Антананариву и Нуси-Бе. Чтобы справиться с пандемией COVID-19, Green N Kool представила экологически чистое мыло для мытья рук, изготовленное из использованного пищевого масла. В рамках инициативы «Путешествие без страха» организация борется с сексуальными домогательствами в общественном транспорте.
В 2018 году Коло стала соучредительницей Ecofeminism Madagascar, онлайн-платформы, посвящённой изменению климата и его связи с гендерным насилием. В том же году она заняла второе место на Молодёжной премии Всемирного фонда дикой природы Африки.
В 2019 году Коло присутствовала на Конференции Организации Объединённых Наций по изменению климата (COP25) 2019 года, где ей публично противостоял министр окружающей среды Мадагаскара Александр Жорже. Она ответила открытым письмом («Non à l'âgisme et à la misogynie par les membres de notre gouvernement»), адресованным президенту Андри Радзуэлине, критикуя поведение Жорже, ставя под сомнение исключение молодёжных активистов из делегации Мадагаскара COP25, и выступая против эйджизма и мизогинии со стороны членов правительства.
В декабре 2020 года Коло возглавила команду, которая была награждена наградой Инновационного фонда взаимодействия с выпускниками Государственного департамента США за проект по борьбе с сексуализированным и гендерным насилием на Мадагаскаре.
В апреле 2021 года Коло вместе с Паломой Костой из Бразилии напрямую обратилась к Генеральному секретарю Организации Объединённых Наций Антониу Гутерришу в виртуальной беседе о действиях молодёжи по борьбе с изменением климата. Она рассказала о последствиях COVID-19 и изменения климата в своей стране, таких как голод на Мадагаскаре в 2021—2022 годах, и призвала остальной мир проявить солидарность со странами, уже пострадавшими от изменения климата.
Коло присутствовала на Конференции Организации Объединённых Наций по изменению климата (COP26) 2021 года в составе группы «Женщины и гендерные вопросы».
В конце 2022 года она была включена в список 100 женщин Би-би-си.